# Hugo Huppert

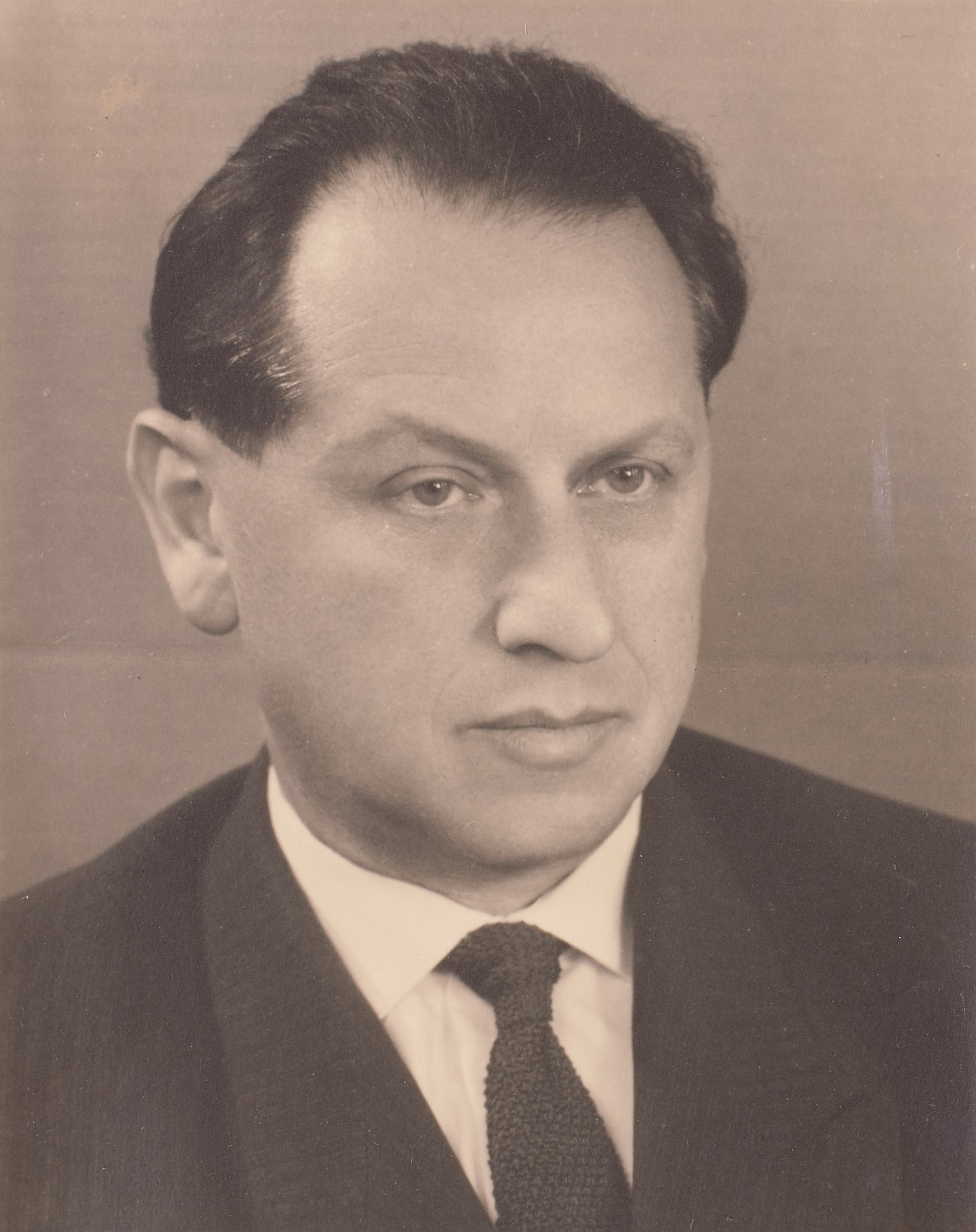
Hugo Huppert 1959

Hugo Huppert (geb. 5. Juni 1902 in Bielitz, Österreich-Ungarn; gest. 25. März 1982 in Wien) war ein österreichischer Lyriker, Prosaist, Essayist, Kritiker und Übersetzer.

## Leben
Hugo Huppert entstammte einer deutschsprachigen jüdischen Beamtenfamilie. Er wandte sich schon in jungen Jahren dem Marxismus zu: Ab 1920 war er in der ostschlesischen Arbeiterjugendbewegung aktiv, 1921 zog er zum Studium der Staatswissenschaften nach Wien und trat dort der KPÖ bei. Nach seiner Promotion bei Hans Kelsen zum Dr. rer. pol. studierte er 1925/26 Soziologie an der Pariser Sorbonne, wo er Henri Barbusse, Georges Duhamel und Jean Cocteau kennenlernte.
Zurück in Wien, wurde er nach der Julirevolte 1927 kurzzeitig inhaftiert und ging danach nach Moskau, wo er von März 1928 bis September 1932 im Marx-Engels-Institut an der Marx-Engels-Gesamtausgabe mitarbeitete. Von 1933 bis 1935 studierte er Literatur am Moskauer Institut der Roten Professur, wo er Maxim Gorki kennenlernte. Zeitgleich unternahm er ausgedehnte Reisen durch die UdSSR (1928 durch Zentralasien, 1928/29 durch Nordrussland und Karelien, 1933 in den Ural und durch Westsibirien, 1934 in die Ukraine und auf die Krim). In Moskau war er mit Wladimir Majakowski befreundet, dessen wichtigster deutscher Nachdichter er ab 1936 wurde. Diese Begegnung inspirierte ihn auch zu ersten eigenen Gedichten, die er ab 1940 veröffentlichte.
Ab 1934 arbeitete Huppert als Kulturredakteur der in Moskau herausgegebenen Deutschen Zentral-Zeitung (DZZ), ab 1936 zusätzlich als stellvertretender Chefredakteur der Internationalen Literatur – Deutsche Blätter tätig, deren Chefredakteur Johannes R. Becher war. Auch Huppert war in Stalins Verfolgungskampagne gegen systemtreue Kommunisten – den Großen Terror – involviert. Huppert gehörte dabei zu den Verfolgern und galt unter seinen Schriftstellerkollegen als Denunziant. So kritisierte er z. B. in der DZZ die Kaderpolitik Andor Gabórs, die eine Abweichung von der Parteilinie bedeute. Bei Karl Schmückle, seinem Vorgänger in der Zeitschrift Internationale Literatur, prangerte er dessen Doppelzüngigkeit an und nannte ihn einen Erzfeind. Aber er berichtete auch direkt dem NKWD. Karl Schmückle wurde dann am 30. November 1937 durch den NKWD verhaftet. Eine Kommission der Staatsanwaltschaft und des NKWD verurteilte ihn am 24. Januar 1938 zum Tode. Das Urteil wurde am 14. März 1938 vollstreckt.
1938 wurde Huppert selbst im Zuge des Großen Terrors vom NKWD verhaftet und gefoltert. Er kam aber 1939 wieder frei, galt als vollkommen rehabilitiert und arbeitete daraufhin bis 1941 als Dozent am Moskauer Maxim-Gorki-Institut für Weltliteratur. Danach war Huppert bis 1944 für die Politische Verwaltung der Roten Armee tätig, im Sommer 1944 dann als persönlicher Sekretär für Ilja Ehrenburg, danach beim Nationalkomitee Freies Deutschland (NKFD). Außerdem lehrte er auf Antifa-Schulen für österreichische und deutsche Kriegsgefangene.
Ab 1944 nahm er als Offizier der Roten Armee an der Befreiung Rumäniens, Ungarns, der Slowakei, Niederösterreichs und schließlich (im Dienstrang eines Majors) Wiens teil. Nach Kriegsende blieb er in Wien und gehörte dort von 1945 bis 1949 der Redaktion der Österreichischen Zeitung an. 1949 wurde er aufgrund seiner Beziehung zu der Serbin Maria Muncker (in manchen Quellen als Maria Mumper bekannt) in die Sowjetunion zurückbeordert und nach Tbilissi verbannt, durfte allerdings Studienreisen nach Lettland, Estland und Litauen unternehmen. Nach dem XX. Parteitag der KPdSU und dem Beginn der Entstalinisierung kehrte er am 4. April 1956 nach Wien zurück, wo er bis zu seinem Tod 1982 lebte.
1957 wurde er aufgrund seiner positiven Haltung zum Einmarsch der Sowjetunion in Ungarn nach dem Ungarischen Volksaufstand aus dem österreichischen P.E.N.-Zentrum, dem er seit 1946 angehörte, ausgeschlossen, und trat daraufhin dem P.E.N.-Zentrum der DDR bei. Huppert hatte enge Beziehungen zur DDR und war dort u. a. häufiger Autor der Weltbühne. Ab Ende der 1950er wandte er sich wieder verstärkt seinen Majakowski-Nachdichtungen zu. 1963 hielt er sich erneut für längere Zeit in der Sowjetunion auf. 1969 verlieh ihm der österreichische Bundespräsident für seine literarischen Verdienste den Ehrentitel Professor.

## Auszeichnungen und Ehrungen
- 1964: Heinrich-Heine-Preis des Ministeriums für Kultur der DDR
- 1967: Nationalpreis der DDR
- 1976: Kunstpreis der DDR
- 1977: Österreichisches Ehrenkreuz für Wissenschaft und Kunst I. Klasse

## Werke (Auswahl)

### Lyrik
- 1940: Vaterland (Kiew: Staatsverlag der nationalen Minderheiten der UdSSR), mit einem Vorwort von Erich Weinert
- 1941: Jahreszeiten. Gedichte (Moskau: Meshdunarodnaja Kniga), Neuauflage 1951 (Wien: Wilhelm Frick Verlag)
- 1945: Der Heiland von Dachau. Poem (Wien: Sonderheft der „Wiener Revue“)
- 1954: Georgischer Wanderstab. Gediche (Berlin: Verlag Volk und Welt)
- 1962: Landauf, landab. Gedichte aus 30 Jahren (Leipzig: Philipp Reclam jun.)
- 1968: Logarithmus der Freude. Gedichte (Berlin: Verlag Volk und Welt)
- 1970: Andre Bewandtnis (Halle/S.: Mitteldeutscher Verlag)
- 1972: Rhapsodie: Brot und Rosen. Poem (Berlin: Rütten & Loening)
- 1974: Quadrat im Rückspiegel. Gedichte aus vierzig Jahren (Leipzig: Insel-Verlag)
- 1975: Wolkenbahn und Erdenstraße. Gedichte und Poeme (Halle/S.: Mitteldeutscher Verlag)
- 1975: Narbengesichtige Zeit (Berlin: Verlag Volk und Welt)
- 1981: Wien örtlich. Gedichte und lyrische Texte (Eisenstadt: Edition Roetzer)
- 1981: Indizien oder Vollmond auf Bestellung. Gedichte (Halle/S.: Mitteldeutscher Verlag)

### Prosa und Essays
- 1934: Sibirische Mannschaft. Ein Skizzenbuch aus dem Kusbass (Moskau, Leningrad: Verlagsgenossenschaft ausländischer Arbeiter in der UdSSR), Neuauflage 1961 (Berlin: Dietz Verlag)
- 1938: Flaggen und Flügel. Skizzen, Reportagen, Geschichten (Engels: Deutscher Staatsverlag)
- 1949: Den morgigen Tag zu erschließen. Studien eines Österreichers im Sowjetland (Wien: Die Brücke)
- 1961: Kerngesundes Land. Ein Österreicher grüßt die DDR (Halle/S.: Mitteldeutscher Verlag)
- 1962: Münzen im Brunnen. Erlebtes Italien (Berlin, Weimar: Aufbau Verlag), Neuauflage 1965
- 1966: Erinnerungen an Majakowski (Frankfurt/M.: Suhrkamp Verlag)
- 1968: Wladimir Majakowski. Poet und Tribun (Berlin, Weimar: Aufbau Verlag)
- 1973: Sinnen und Trachten. Anmerkungen zur Poetologie. Essay (Halle/S.: Mitteldeutscher Verlag)
- 1976: Bannmeile und Horizont. Ausgewählte Prosa (Halle/S.: Mitteldeutscher Verlag)
- 1976: Die angelehnte Tür. Bericht von einer Jugend (Halle/S.: Mitteldeutscher Verlag)
- 1976: Ungeduld des Jahrhunderts. Erinnerungen an Majakowski (Berlin: Henschelverlag)
- 1977: Wanduhr im Vordergrund. Stationen eines Lebens (Halle/S.: Mitteldeutscher Verlag)
- 1978: Minuten und Momente. Ausgewählte Publizistik (Halle/S.: Mitteldeutscher Verlag)
- 1979: Schach dem Doppelgänger. Anläufe der Reifezeit (Halle/S.: Mitteldeutscher Verlag)
- 1982: Briefe aus Wien. 21 Reisebilder (Halle/S.: Mitteldeutscher Verlag)

### Nachdichtungen
- ab 1940: fast sämtliche Gedichte und Prosawerke von Majakowski
- 1943: Heldenlied von den Achtundzwanzig Gardisten (von Nikolai Tichonow)
- 1950: Freunde und Feinde (Друзья и враги von Konstantin Simonow)
- 1955: Der Recke im Tigerfell (ვეფხისტყაოსანი von Schota Rustaweli)
- 1963: Bahn der Parabel (Парабола von Andrei Wosnessenski)
- 1966: Wassilij Tjorkin. Buch vom Soldaten (Василий Тёркин von Alexander Twardowski)